# المركز القطري للثقافة الاجتماعية للصم
المركز القطري للثقافة الاجتماعية للصم (QCSCD) هو المنظمة الوطنية التي تمثل الصم في قطر . وهي عضو في الاتحاد العالمي للصم . اعتبارًا من عام 2015 ، يرأسها علي السناري.

## التاريخ
تأسست المنظمة في عام 2005 ، بعد اعتماد الحكومة للغة الإشارة القطرية في عام 2001. وهي تابعة لوزارة الثقافة والفنون والتراث.

## الرسالة
تتضمن الأهداف الأساسية لـ QCSCD مساعدة الصم على الاندماج في مجتمع السمع وتقديم خدمات فريدة لهم. بالإضافة إلى ذلك، يهدفون إلى إعلام الأفراد الصم بحقوقهم، بينما ينادون أيضًا عبر وسائل الإعلام لاعتماد قوانين جديدة لتجنب التمييز. تتضمن الأهداف الأكثر تحديدًا من قِبل المنظمة تحسين ترجمة النص المكتوب إلى لغة الإشارة وجعل خدمات الطوارئ في متناول الأشخاص الصم.

## الأنشطة
في مايو 2012 ، وبالتعاون مع اللجنة الوطنية لحقوق الإنسان ، أطلقت الجمعية القطرية لمجتمع المرأة منتدى للصم من أجل مساعدة النساء على التكيف بشكل أفضل في المجتمع. إلى جانب تنظيم المنتديات، تشرف المنظمة أيضًا على دورات تدريبية في لغة الإشارة للشركات المحلية.
عقدت الدورة الأولى من المنتدى الدولي للصم المسلمين في الدوحة في نوفمبر 2013 تحت رعاية QCSCD. تم تمثيل أكثر من 48 جنسية في المنتدى.

## روابط خارجية
- الموقع الرسمي